# André Waignein
André Waignein (ur. 28 stycznia 1942 w Mouscron, zm. 22 listopada 2015 tamże) – belgijski kompozytor, dyrygent, trębacz i muzykolog.
Skomponował ponad 600 utworów. Był profesorem Królewskiego Konserwatorium Muzycznego w Brukseli i dyrektorem Konwersatorium Muzycznego w Tournai.
Tworzył pod pseudonimami: Rita Defoort (imię i nazwisko jego żony), Rob Ares, Luc Gistel, Roland Kernen i Larry Foster.